# Церква праведного Іосифа Обручника (Житні Гори)
Церква праведного Іосифа Обручника знаходиться в центрі села Житні Гори Рокитнянського району Київської області. Пам'ятка архітектури національного значення. Збудована в 1766 році. На охоронній дошці храму вказана помилкова дата — 1756, тому її часто вважають датою побудови церкви.
Нині церковна громада Церква праведного Іосифа Обручника належить до юрисдикції Рокитнянського благочиння Білоцерківської єпархії Православної Церкви України.

## Історична довідка
Дерев'яна церква Йосипа Обручника, розташована в центрі села є пам'яткою архітектури. Церква, зведена у 1766 році , спершу була трьохзрубовою з однією світловою та двома декоративними банями. У 1854 році до неї були добудовані бічні приділи та притвор. Зруби перекриті завершеними главками куполами, бічні прибудови і притвор — своєрідними склепінчастими стелями. Злегка похилі вертикально ошальовані стіни надають стрункості силуету церкви. Простір центральної частини об'єднано з іншими зрубами двоярусними арками-вирізами. 

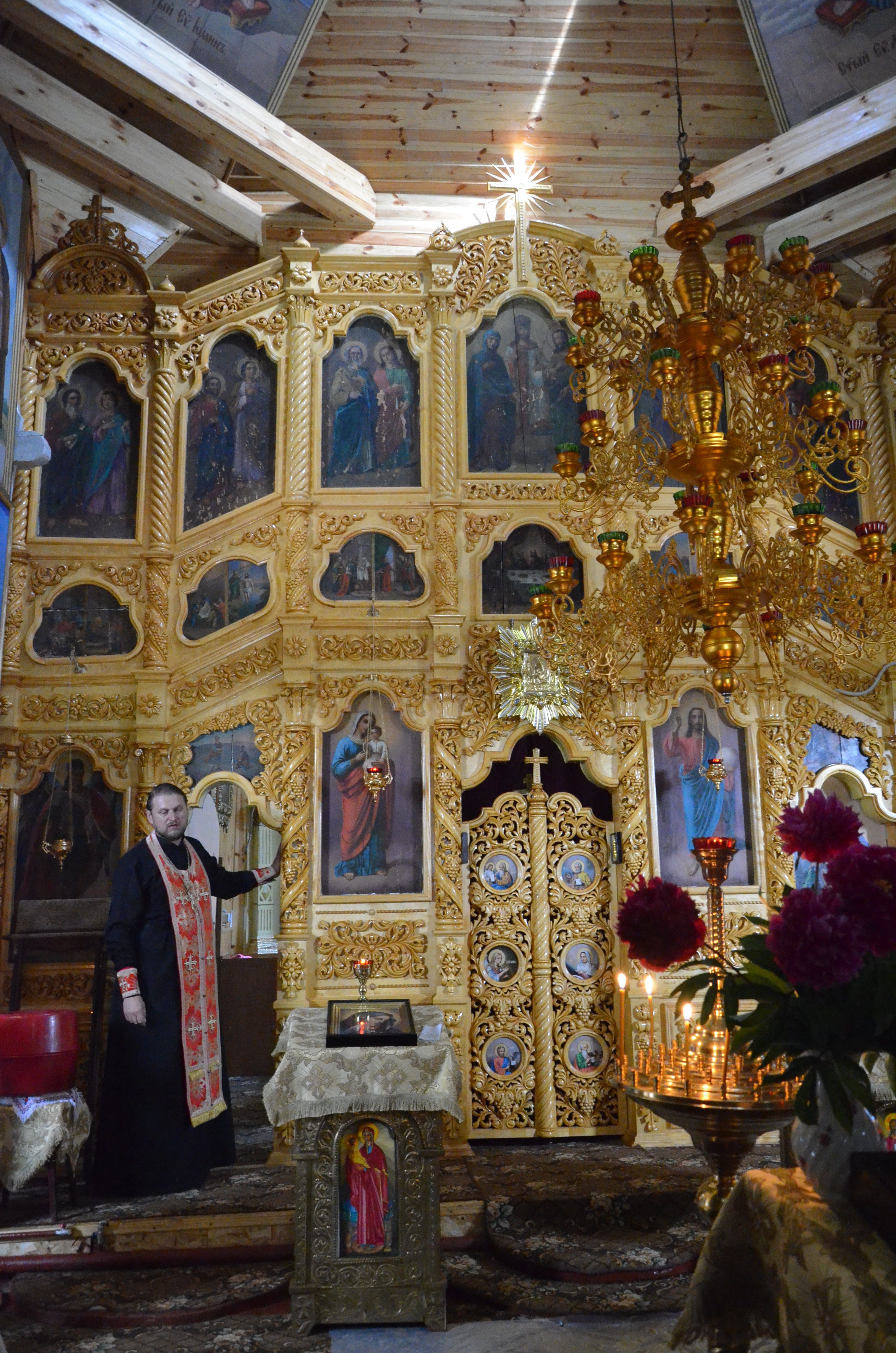
Церква Йосипа Обручника (дер.), село Житні Гори

Пам'ятник має надзвичайну мальовничість форм, злагодженість пропорцій центральної частини. Архітектурний силует церкви відрізняється стрункістю і лаконічністю. В інтер'єрі храму збереглися розписи XIX століття. Церква невеличка, але досить вишукана.
09.10.2007 Керуючий Білоцерківською єпархією Української православної церкви московського патріархату, Високопроесвященнійший архієпископ Митрофан звершив молебен в храмі святого праведного Йосифа Обручника села Житні Гори Рокитнянського благочиння, якому виповнилось 250 років з дня заснування. Під час молебну, були освячені ікони з частками мощей свт. Димитрія Ростовського, преп. Агапіта Печерського та преп. Іова і Амфілохія Почаївських.